# San-Bernardino-Pass
Průsmyk San Bernardino (německy Sankt-Bernhardinpass, italsky Passo del San Bernardino, rétorománsky Pass dal Sogn Bernardin) je horský průsmyk nacházející se ve švýcarském kantonu Graubünden s vrcholem o nadmořské výšce 2067 m n. m. Spojuje údolí Rheinwald na severní a Misox na jižní straně na hlavní silnici 13 a odděluje Adulské Alpy na západě od horské skupiny Tambo na východě. Vzdušná vzdálenost k úpatí průsmyku je čtyři kilometry do Hinterrheinu (1620 m) a 12 km do Mesocca (790 m). Na vrcholu průsmyku probíhá hlavní evropské rozvodí a jazyková hranice mezi němčinou a italštinou.

## Název
Průsmyk, dříve nazývaný Mons avium nebo Vogelberg, získal své jméno v 15. století, kdy zde byla postavena kaple na počest svatého Bernarda Sienského. V němčině se ve 20. století vytvořil nový tvar San-Bernardino-Pass, který z velké části nahradil historický název Bernhardinpass. Navzdory podobnosti v názvu neexistuje žádný vztah s Velkým a Malým Svatobernardským průsmykem.

## Historie a trasa
Široký, topograficky jednoduchý průsmyk používali již Římané. Stezka, která se používala až do pozdního středověku, vedla podél úpatí hory Piz Uccello (německy Vogelhorn) asi kilometr východně od dnešní průjezdní silnice.
Původní umístění stezky představovalo lavinové riziko. Aby obyvatelé vnitřního Rheinwaldu a jejich misoxští sousedé mohli v 15. století profitovat z rostoucí tranzitní dopravy - cesta přes Viamalu byla po roce 1473 rozšířena, museli jednat. Přesunuli tudíž trasu z ohroženého úpatí svahu do středu širokého sedla, krajiny s oblými pahorky a malými vřesovišti, které vytvarovala ledovcová eroze. Z této doby pochází také stavba kostela San Bernardino kolem roku 1450 na jižní straně průsmyku. Velmi pevně vybudovaná cesta pro mezky (mulattiera) s dlažbou a schůdky na strmých místech se dobře zachovala a dnes slouží jako historická turistická stezka.
Kolem roku 1770 byla díky obcím Hinterrhein, Nufenen a Mesocco vybudována z Bernhardinu průjezdná silnice. Překonáním Rýna dále na západ a větším stoupáním v Alt Wali odstranili zbývající lavinami ohrožený průchod u Geissbergu, který vedl k Alte Landbrugg postavené v roce 1693. Na vrcholu průsmyku byla silnice také posunuta na západ, takže překonávala sedlo v jeho nejnižším bodě. Po této malé silničce, která se mylně nazývá Strada romana, se jezdí dodnes.
V průsmyku se 7. března 1799 u Laghetto Moesola odehrála vojenská konfrontace mezi francouzskou armádou pod velením generála Clauda-Jacquese Lecourba, která zaútočila na Rakušany s 500 muži rýnského landšturmu. Francouzi zahnali Rýnské na útěk a vpochodovali do údolí.
V roce 1817 pověřila vláda Graubündenu stavitele silnic a zemského radu Giulia Pocobelliho (1766-1843), aby vypracoval projekt s odhadem nákladů na silnici od hranice kantonu Ticino přes průsmyk do Churu. Během několika dní Pocobelli prozkoumal přibližně 100 km dlouhou trasu a určil její vedení. Vláda Graubündenu ho pak pověřila generálním dodavatelem stavby. Stavba byla zahájena 18. září 1818, ale proti se postavila Lombardie a gotthardské kantony středního Švýcarska. Silnice, která byla postavena v letech 1818-1823 za finanční účasti (161 000 ze 707 565 guldenů) Sardinsko-piedmontského království a která se dodnes používá pro místní automobilovou dopravu, kopíruje trasu silnice z roku 1770, ale zmírňuje stoupání mnoha vlásenkovými zatáčkami. Na vrcholu průsmyku byl otevřen hospic.
Na jižní rampě Pocobelli založil silnici na svahu na pravém břehu řeky Moësa a překlenul ji v nejužším místě mostem Vittorio Emanuele. Nepočítáme-li mosty v Reichenau, bylo postaveno 52 mostů (z toho šest bylo pouze rozšířeno), všechny kromě tří kamenných. Most v Hinterrheinu byl jediný s několika oblouky, z nichž každý měl rozpětí 36 stop. S 1350 stovkami kilogramů černého prachu bylo odstřeleno 92 281 metrů krychlových horniny. Na 9750 metrů opěrných zdí bylo použito 42 900 metrů krychlových kamene a 6650 metrů zdiva. Obce bezplatně poskytly 32 kilometrů dřevěných zábradlí. Pošta z Churu do Bellenzu urazila poté tuto vzdálenost za 14-15 hodin.
Spolkové shromáždění udělilo spolkovým dekretem ze dne 2. února 1923 koncesi na výstavbu a provoz úzkorozchodné železnice, která měla podle zprávy Spolkové rady ze dne 19. června 1922 spojit stávající železniční trať Bellinzona-Mesocco se stanicí Thusis Rhétské dráhy přes průsmyk San Bernardino. Projekt však nebyl realizován.

## Galerie

San Bernardino, směrem na jih (vrchol průsmyku). Historická fotografie od Leo Wehrliho (1927).
Historický letecký snímek Wernera Friedliho (1954)
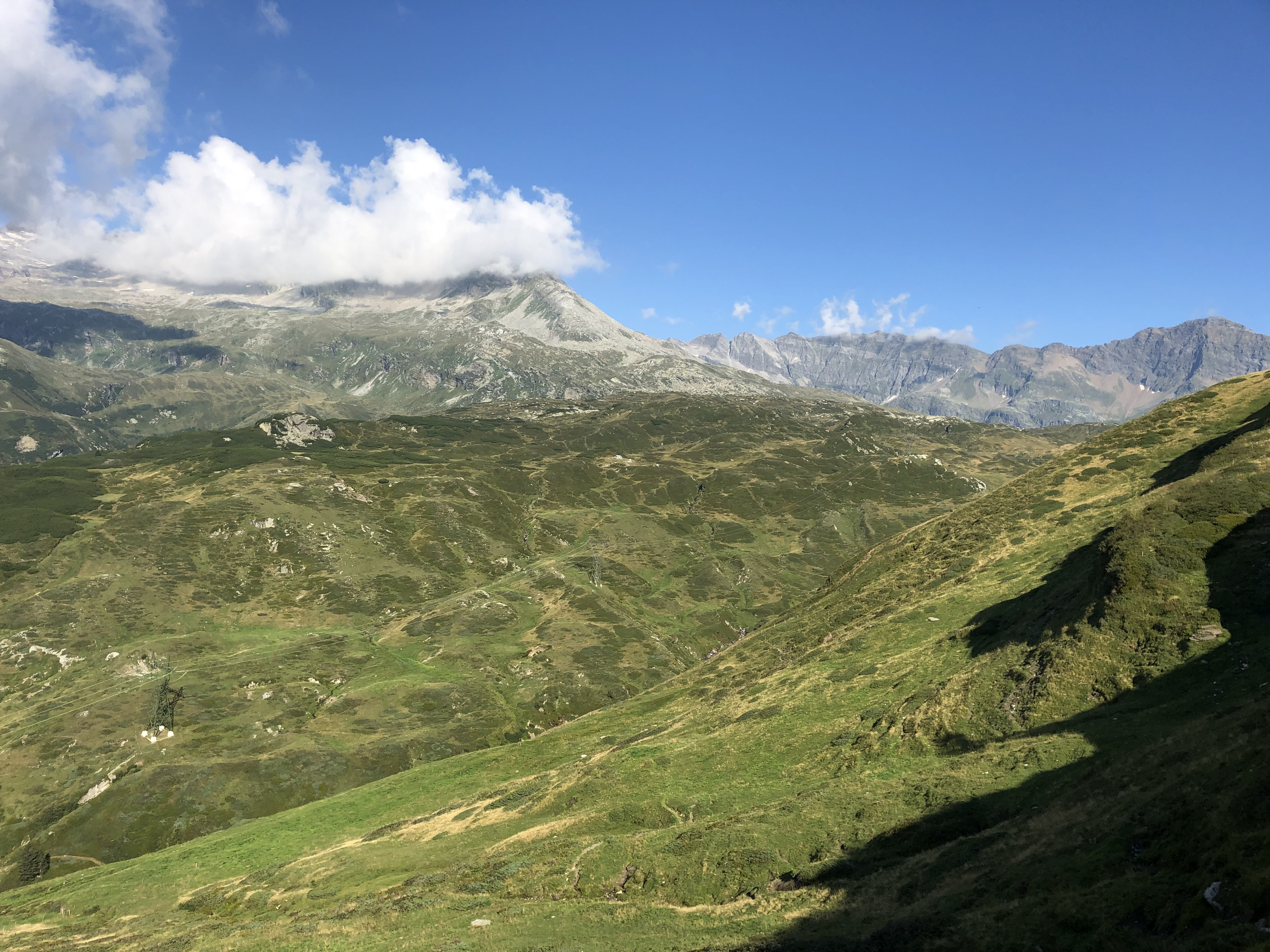
Jižní rampa
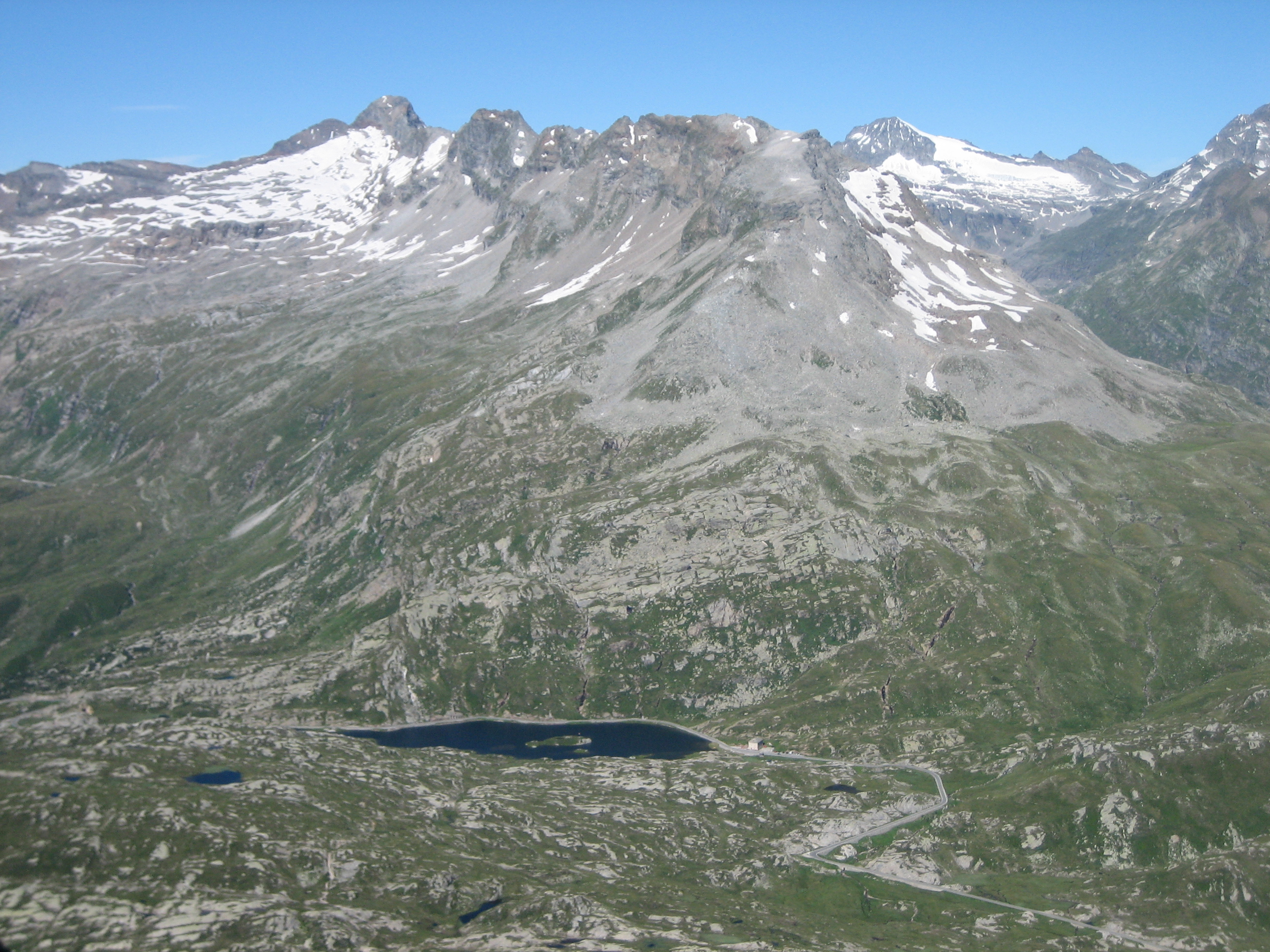
Vrchol průsmyku z Piz Uccello
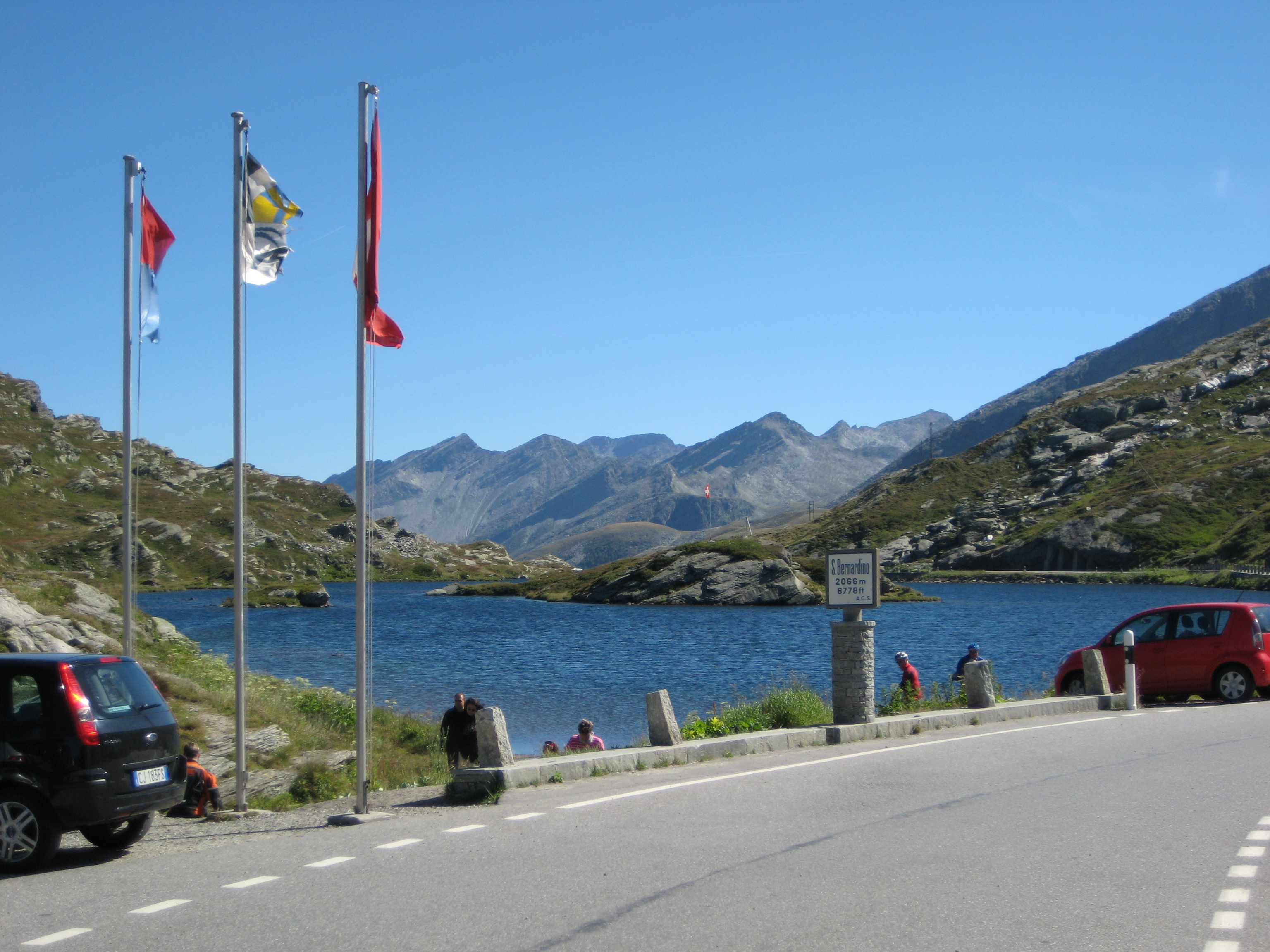
San Bernardino, průjezdní vrchol
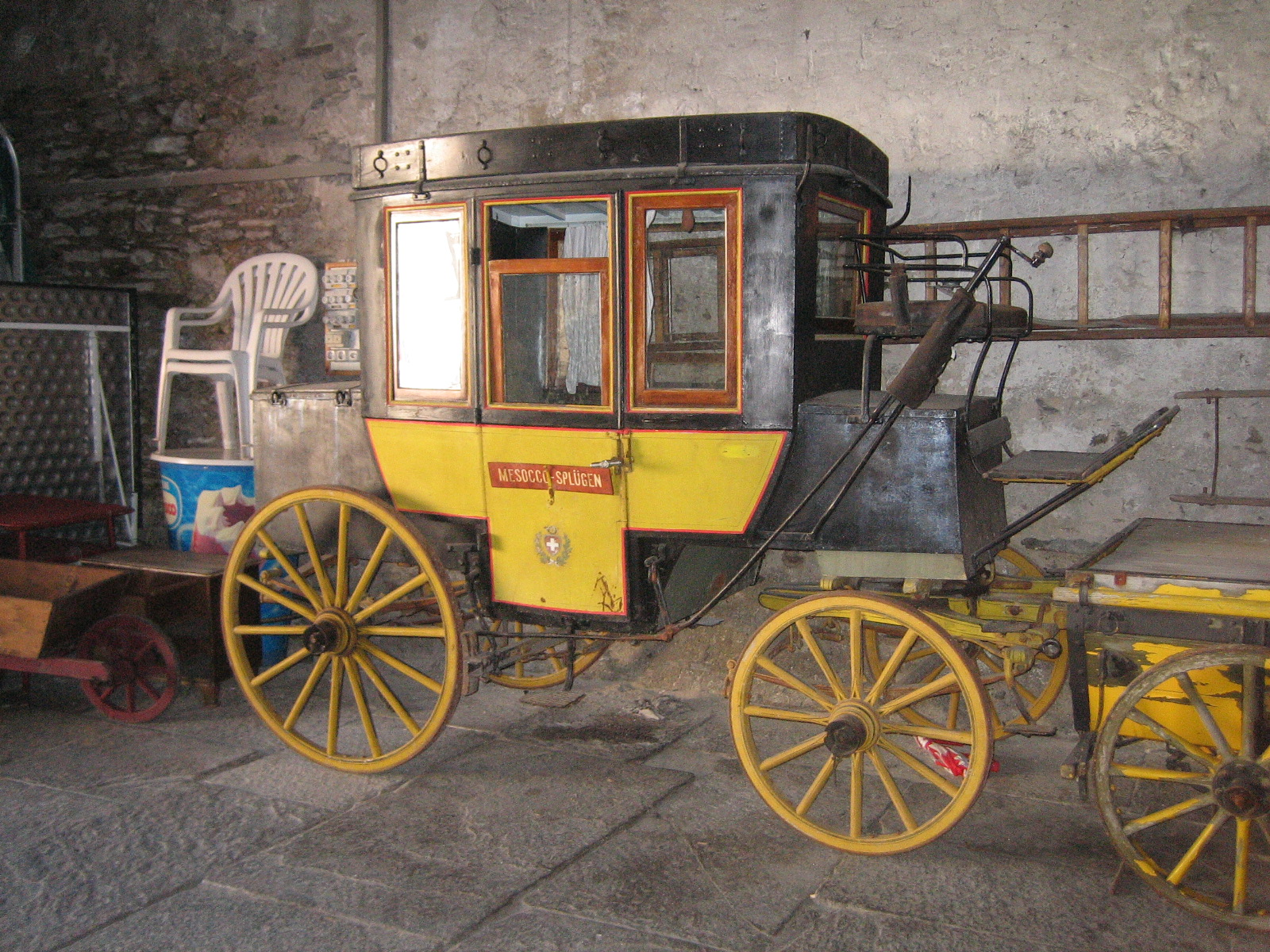
Poštovní dostavník na trati San Bernardino

## Tunel San Bernardino

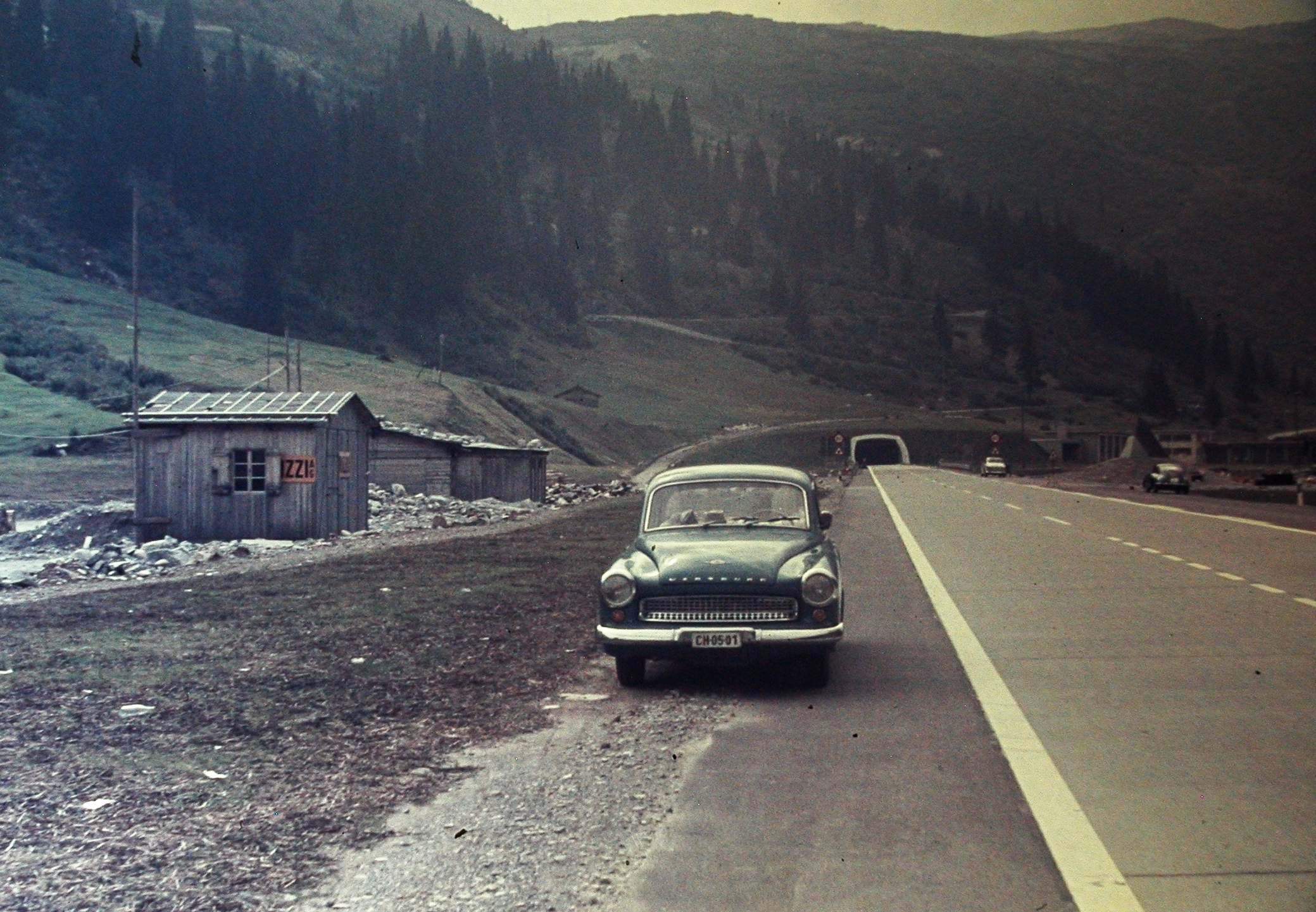
Severní portál tunelu San Bernardino, 1969

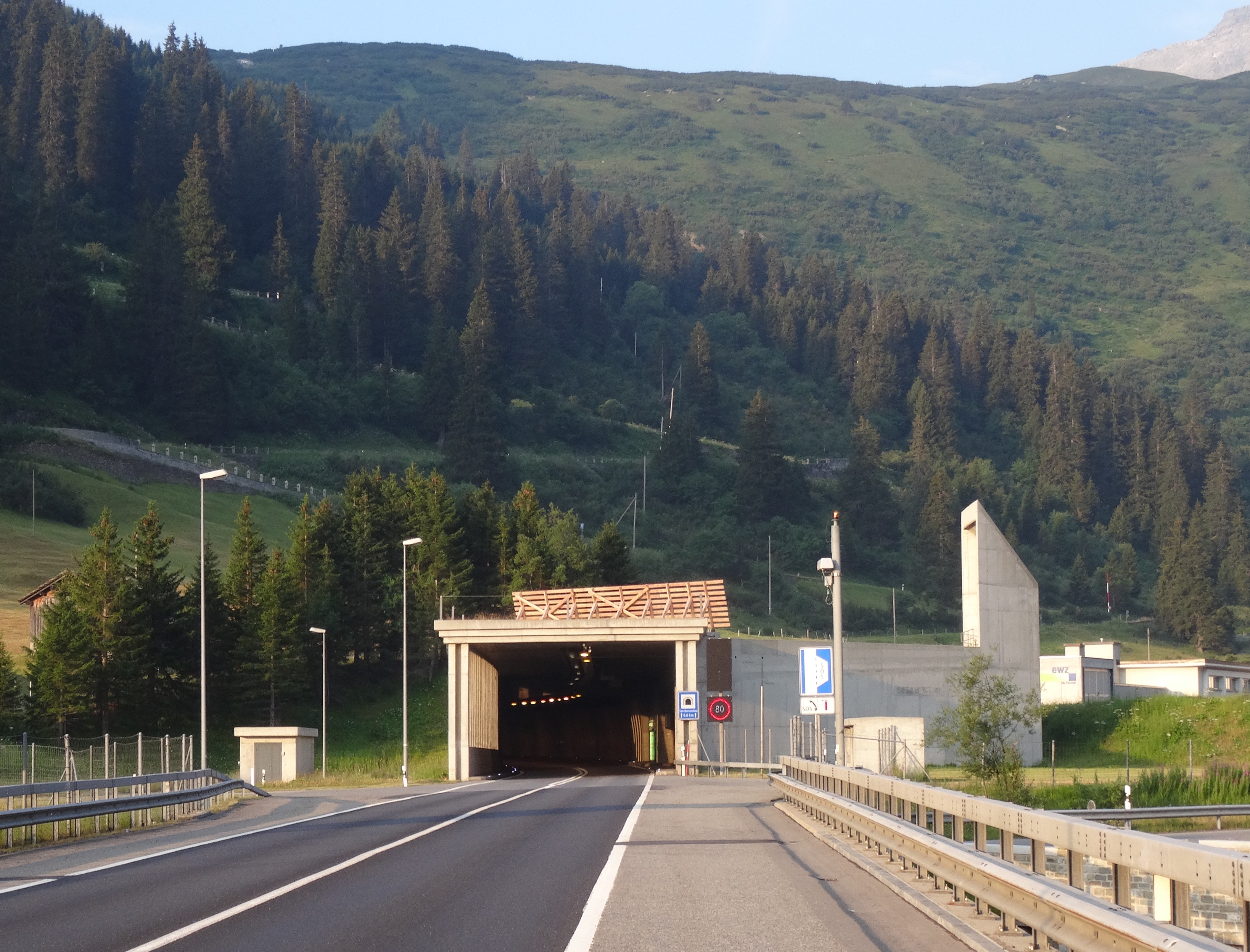
Severní portál Červenec 2015

Dne 10. dubna 1965 byla ražbou proražena tunelová trouba tunelu San Bernardino (italsky Galleria del San Bernardino) mezi obcemi Hinterrhein (severní portál v nadmořské výšce 1613 m n. m.) a San Bernardino (jižní portál v nadmořské výšce 1631 m n. m.) a 1. prosince 1967 byla otevřena pro dopravu. 6,6 km dlouhý silniční tunel poprvé umožnil celoroční spojení jižních údolí Misox a Calanca v Graubündenu s hlavním městem Chur a jako součást státní silnice N13 (dnes A13) spojuje východní Švýcarsko s jižní stranou Alp a Ticinem. Po průsmyku Gotthardpass je to druhý nejdůležitější silniční alpský přechod ve Švýcarsku.
V době plánování nebylo možné předvídat současnou hustotu dopravy. Trasa San Bernardino posloužila poměrně nečekaně jako alternativní trasa k A2 pro mezinárodní těžkou nákladní dopravu, zejména po dočasném uzavření Gotthardského tunelu v roce 2001 v důsledku nehody. A to i přesto, že trasa se sklonem až 8 %, úzkými zatáčkami a úzkým tunelem je pro těžká nákladní vozidla nevhodná; šířka vozovky je úzká a ventilační systémy nesplňovaly požadavky. Vzhledem k odpovídajícímu zatížení bylo nutné tunel obnovit. Rekonstrukce, která byla zahájena v roce 1991 a doprovázena bezpečnostními opatřeními, jako je zavedení zákazu průjezdu nákladních automobilů, byla dokončena v roce 2006. V rámci rekonstrukce byl vybudován samostatný únikový a záchranný tunel a byly provedeny následující úpravy:
- Snížení podlahy středového kanálu
- Obnova odvodňovacího systému (oddělovacího systému) a potrubí
- Obnova elektromechanického zařízení
- Přizpůsobení provozního a požárního větrání současným požadavkům
- Výstavba únikové a záchranné galerie (únikové východy)
- Demolice a nová výstavba vozovky
- Obnova obkladových panelů stěn
- Opravy při zachování provozu

Celkové náklady na výstavbu činily přibližně 236 milionů švýcarských franků (cca 148 milionů eur).